# Juryns stora pris (Venedig)
Juryns stora pris (italienska: Leone d'argento - Gran premio della giuria, "Silverlejonet - Juryns stora pris") är ett filmpris som delas ut vid filmfestivalen i Venedig varje år sedan 1951, frånsett åren 1953, 1955–1957 och 1969–1980. Priset anses som "andrapriset" efter Guldlejonet.

## Vinnare
- 1951 – Linje Lusta av Elia Kazan
- 1952 – I morgon börjar livet av Alexander Mackendrick
- 1958 – De älskande av Louis Malle och Utmaningen av Francesco Rosi
- 1959 – Ansiktet av Ingmar Bergman
- 1960 – Rocco och hans bröder av Luchino Visconti
- 1961 – Mir vchodjasjtjemu av Aleksandr Alov och Vladimir Naumov
- 1962 – Leva sitt liv av Jean-Luc Godard
- 1963 – Tag mitt liv av Louis Malle och Vstuplenije av Igor Talankin
- 1964 – Matteusevangeliet av Pier Paolo Pasolini och Hamlet av Grigorij Kozintsev
- 1965 – Simon pelarhelgonet av Luis Buñuel, Mne dvadtsat let av Marlen Chutsjev och Modiga mindre män av Leif Krantz
- 1966 – Chappaqua av Conrad Rooks och Anita G - flicka utan förflutet av Alexander Kluge
- 1967 – Kina är nära av Marco Bellocchio och Kinesiskan av Jean-Luc Godard
- 1968 – Nostra Signora dei Turchi av Carmelo Bene och Le Socrate av Robert Lapojade
- 1981 – Sogni d'oro av Nanni Moretti och Eles não usam black tie av Leon Hirszman
- 1982 – Imperativ av Krzysztov Zanussi
- 1983 – Biguefarre av Georges Rouquier
- 1984 – Le favoris de la lune av Otar Ioseliani
- 1985 – Tango – Gardels exil av Fernando Solanas
- 1986 – Tjuzjaja, belaja i rjaboj av Sergej Solovjov och Kärlekens pris av Francesco Maselli
- 1987 – Hip hip hurra! av Kjell Grede
- 1988 – Camp de Thiaroye av Sembène Ousmane och Thierno Faty Sow
- 1989 – Och det vart ljus av Otar Iosseliani
- 1990 – En ängel vid mitt bord av Jane Campion
- 1991 – A Divina Comédia av Manoel de Oliveira
- 1992 – Morte di un matematico napoletano av Mario Martone
- 1993 – Bad Boy Bubby av Rolf De Heer
- 1994 – Natural Born Killers av Oliver Stone
- 1995 – A Comédia de Deus av João César Monteiro och Stjärnornas man av Giuseppe Tornatore
- 1996 – Brigands av Otar Iosseliani
- 1997 – Ovosodo av Paolo Virzì
- 1998 – Terminus Parabys av Lucian Pintilie
- 1999 – Vinden bär oss av Abbas Kiarostami
- 2000 – Before Night Falls av Julian Schnabel
- 2001 – Hunddagar av Ulrich Seidl
- 2002 – Dom durakov av Andrej Kontjalovskij
- 2003 – Le cerf-volant av Randa Chahal Sabbag
- 2004 – Gråta med ett leende av Alejandro Amenábar
- 2005 – Mary av Abel Ferrara
- 2006 – Daratt av Mahamat Saleh Haroun
- 2007 – I'm Not There av Todd Haynes
- 2008 – Teza av Haile Gerima
- 2009 – Soul Kitchen av Fatih Akın
- 2010 – Essential Killing av Jerzy Skolimowski
- 2011 – Terraferma av Emanuele Crialese
- 2012 – Paradis: Tro av Ulrich Seidl
- 2013 – Stray Dogs av Tsai Ming-liang
- 2014 – The Look of Silence av Joshua Oppenheimer
- 2015 – Anomalisa av Charlie Kaufman
- 2016 – Nocturnal Animals av Tom Ford
- 2017 – Foxtrot av Samuel Maoz
- 2018 – The Favourite av Giorgos Lanthimos
- 2019 – En officer och spion av Roman Polański
- 2020 – Nuevo orden av Michel Franco
- 2021 – Guds hand av Paolo Sorrentino
- 2022 – Saint Omer av Alice Diop
- 2023 – Ondska finns inte av Ryūsuke Hamaguchi
- 2024 – Vermiglio av Maura Delpero